# The Grinding Wheel
The Grinding Wheel (рус. Шлифовальный круг) — восемнадцатый студийный альбом американской трэш-метал-группы Overkill, выпущенный 10 февраля 2017 года. Это последний альбом Overkill с барабанщиком Роном Липники, который покинул группу вскоре после его выпуска.

## Об альбоме
Вокалист Бобби Эллсуорт о стиле альбома:
«В конечном счете, Overkill — это Overkill. Наш отличительный знак — это то, что мы всегда узнаваемы на каждом альбоме. На протяжении трех десятилетий, что группа существует, мы всегда были Overkill. Поэтому, конечно, это металлическая запись и, как всегда, на ней будет трэшевая энергия с некоторой мелодичностью. Всегда лучше пытаться сделать еще лучше или, по крайней мере, думать про себя, что будет лучше. Это становится вызовом. Я думаю, благодаря этому группа движется вперед. Множество групп известны тем, что они уже сделали, но я чувствую, что быть известным тем, где ты и что ты делаешь сейчас, — вот что действительно имеет значение. Я чувствую, мы добились этого на наших последних альбомах.»
Название альбома было раскрыто в интервью сайту «Alternative Nation» в августе 2016 года, так же как и предполагаемая дата выпуска в ноябре, хотя первоначально планировалось выпустить альбом в октябре; однако, позже группа отложила выпуск ещё раз до февраля 2017 года, чтобы соответствовать американскому турне с Nile. 16 ноября 2016 года группа объявила, что новый альбом выйдет 10 февраля 2017 года. Также они выложили список композиций и обложку альбома. Официальное видео с лирикой песни «Our Finest Hour» было выложено на YouTube. 21 декабря вышло следующее видео с лирикой, «Mean, Green, Killing Machine». 3 февраля вышло музыкальное видео «Goddamn Trouble», а 17 марта 2017 года вышло «Shine On».

## Отзывы
Критик Рэй Ван Хорн Мл. с сайта Blabbermouth.net оценил альбом на 9.5/10: «Если вы думаете, что Overkill израсходовали свои резервы, выпуская альбомы с такой удивительной скоростью, вы не знаете эту группу. На своем восемнадцатом альбоме, The Grinding Wheel, группа делает немыслимое: она превосходит саму себя. Некоторые фанаты „отвалились“ после Horrorscope 1991 года, и это безрассудность со стороны бедных глупцов. Для преданных фанатов The Grinding Wheel будет даром в 2017 году.» Он закончил рецензию словами: «Альбом превосходит последние работы Большой Четверки. Если Destruction выиграли в трэш-тотализаторе в 2016, считайте, что Overkill — наиболее вероятный претендент в 2017.»
Джеймс Кристофер Монгер, писатель Allmusic, поставивший альбому 4 из 5, написал, что альбом «ломает шеи с безнаказанностью, но делает это со структурной изобретательностью, которой не хватало в последних релизах Overkill.» Рецензент также отмечает, что несмотря на традиционный трэш-метал, на альбоме также присутствует «классически-роковая/NWOBHM скрытая составляющая, больше характерная для Judas Priest и Accept, чем для Testament и Metallica». Рецензия заканчивается словами: «Overkill, или, если быть более конкретным, основатели вокалист Бобби Эллсуорт и басист Д. Д. Верни занимаются этим почти четыре десятилетия, и факт, что они продолжают набирать в интенсивности вместо того, чтобы почивать на заслуженных лаврах, по меньшей мере внушает уважение.»
Alex Yarborough из KNAC.com, поставивший альбому 4.6 из 5, пишет: «Фанаты будут счастливы от трэшевой энергии на этом альбоме, а также оценят разнообразие песен: больше отсылок к NWOBHM, панку и классическому року. Группу ведут неистовые подача и энергия Бобби „Блица“. Хотя на альбоме нет политических песен, что удивительно, учитывая сильные политические взгляды „Блица“ и то, что 2016 был наиболее вызывающим толки годом в американской истории.»

## Список композиций
Все композиции написаны Бобби Эллсвортом и Д. Д. Верни.
| №                   | Название                       | Длительность |
| ------------------- | ------------------------------ | ------------ |
| 1.                  | «Mean, Green, Killing Machine» | 7:29         |
| 2.                  | «Goddamn Trouble»              | 6:21         |
| 3.                  | «Our Finest Hour»              | 5:49         |
| 4.                  | «Shine On»                     | 6:03         |
| 5.                  | «The Long Road»                | 6:45         |
| 6.                  | «Let's All Go to Hades»        | 4:55         |
| 7.                  | «Come Heavy»                   | 4:59         |
| 8.                  | «Red White and Blue»           | 5:05         |
| 9.                  | «The Wheel»                    | 4:51         |
| 10.                 | «The Grinding Wheel»           | 7:55         |
| Общая длительность: | Общая длительность:            | 60:12        |

| №                   | Название                     | Длительность |
| ------------------- | ---------------------------- | ------------ |
| 11.                 | «Emerald» (кавер Thin Lizzy) | 3:52         |
| Общая длительность: | Общая длительность:          | 64:04        |

## Участники записи
Информация об участниках записи, исполнителях и участниках производства взята из буклета к альбому.
- Бобби «Блиц» Эллсуорт — вокал
- Дерек «Череп» Тэйлер — ритм-гитара
- Дэйв Линск — соло/ритм-гитара
- Д. Д. Верни — бас-гитара
- Рон Липники — ударные

Сессионные участники
- Эдди Гарсиа — ударные

Production
- Overkill — продюсирование
- Энди Снип[англ.] — аудио-микширование, мастеринг
- Д. Д. Верни, Дэйв Линск — звукоинженеры
- Дэйв Линск — звукоинженер, запись (на Студиях SKH)
- Джон Сиорсиари — звукозапись (JRod Productions)
- Джо ДеМайо — запись (на Студии Shorefire)
- Дэн Корнефф — редактирование

Обложка
- Трэвис Смит — обложка альбома
- Хэкон Грав — фотограф

### Студии
- Gear Recording Studio, Шрусбери, Нью-Джерси — запись
- SKH Studios, Стьюарт, Флорида — дополнительная запись
- JRod Productions, Помона (Нью-Йорк) — дополнительная запись
- Shorefire Studio, Лонг Бранч, Нью-Джерси — дополнительная запись

## Позиции в чартах
Альбом дебютировал на 69 строчке американских чартов, что является вторым лучшим показателем для группы после альбома White Devil Armory.
| Чарт (2017)                           | Высшая позиция |
| ------------------------------------- | -------------- |
| Австралия (ARIA)                      | 55             |
| Австрия (Ö3 Austria)                  | 33             |
| Бельгия/Валлония (Ultratop)           | 79             |
| Бельгия/Фландрия (Ultratop)           | 59             |
| Венгрия (MAHASZ)                      | 21             |
| Германия (Offizielle Top 100)         | 10             |
| США (Billboard 200)                   | 69             |
| США (Billboard Independent Albums)    | 4              |
| США (Billboard Top Hard Rock Albums)  | 2              |
| США (Billboard Top Rock Albums)       | 11             |
| США (Billboard Top Tastemaker Albums) | 1              |
| Финляндия (Suomen virallinen lista)   | 44             |
| Швейцария (Schweizer Hitparade)       | 23             |
| Шотландия (Scottish Albums Chart)     | 92             |